# Charaxes kahruba
Charaxes kahruba is een vlinder uit de familie van de Nymphalidae. De wetenschappelijke naam van de soort is voor het eerst geldig gepubliceerd in 1895 door Frederic Moore.